# Kleerup
Andreas Kleerup, connu professionnellement par son nom de famille, né le 2 avril 1979, est un producteur d'albums et batteur suédois, membre du groupe suédois The Meat Boys, de Stockholm. Sa première contribution grand public fut comme producteur de sa compatriote Robyn pour le titre With Every Heartbeat, qui apparaît aussi sur Kleerup, le premier album de Kleerup.
Il a écrit et produit la chanson Lay Me Down avec Cyndi Lauper pour son album Bring Ya to the Brink, paru en 2008. Une version instrumentale de la chanson se trouve sur l'album de Kleerup sous le titre Thank You for Nothing. La rumeur veut que le titre de la chanson soit inspiré de la colère de Kleerup à l'égard de Cyndi Lauper qui ne lui avait pas permis de faire paraître sa version sur son album. Cette rumeur fut démentie plus tard lors d'une entrevue.

## Albums
- 2006 : The Legitimate Life of a Waster/Fireworks comme membre de The Meat Boys
- 2008 : Kleerup (#7 SWE)

## EP
- 2009 : Hello Holla EP
- 2009 : Lead Singer Syndrome (avec Markus Krunegård)

## Singles
| Année | Titre                                              | Position aux palmarès | Position aux palmarès | Position aux palmarès |
| Année | Titre                                              | SWE                   | DK                    | UK                    |
| ----- | -------------------------------------------------- | --------------------- | --------------------- | --------------------- |
| 2005  | "Medication"                                       | —                     | —                     | —                     |
| 2007  | "With Every Heartbeat" avec Robyn                  | 18                    | 7                     | 1                     |
| 2008  | "Longing for Lullabies" avec Titiyo                | 7                     | 10                    | —                     |
| 2008  | "3AM" avec Marit Bergman                           | 35                    | —                     | —                     |
| 2008  | "Forever" avec Neneh Cherry                        | 56 1                  | —                     | —                     |
| 2009  | "I Don't Want You In My Life" avec Nicholas Strunk | —                     | —                     | —                     |

1Parution non officielle comme single mais aux palmarès grâce à d'importants téléchargements.